# Николаевское высшее училище физической культуры
Николаевское высшее училище физической культуры (укр. Миколаївське вище училище фізичної культури; НВУФК) — украинское высшее учебное заведение, расположенное в Николаеве. Осуществляет обучение профессиональных спортсменов и тренеров различных видов спорта.

## История
Учебное заведение было основано 1 сентября 1979 года. Пройдя несколько этапов становления, училище в 1993 году прошло аккредитацию и получило статус высшего.

## Описание
В его структуре находится общеобразовательная школа (8-11 классы), обеспечивающая учащимся полное среднее образование, а также высшее учебное заведение первого уровня аккредитации, осуществляющее подготовку специалистов с базовым высшим образованием по квалификации «младший специалист» и специальности «физическая культура и спорт».
На XXIX Олимпийских играх в составе сборной Украины выступал 21 спортсмен из Николаевской области. Среди них — обладательница золотой медали в командных соревнованиях по фехтованию на саблях Елена Хомровая, боксеры Александр Ключко, Сергей Деревянченко, гребцы-академисты Сергей Белоущенко, Татьяна Колесникова, Светлана Спирюхова, каноист Максим Прокопенко, Елена Мовчан (прыжки на батуте), Павел Калинчев и Андрей Шафранюк (парусный спорт), а также представляющая ныне Одесскую область легкоатлетка Валентина Горпинич являются выпускниками училища.